# Constantin Isopescu-Grecul
Constantin Isopescu-Grecul, někdy též Isopescul-Grecul (2. února 1871 Černovice – 29. března 1938 Černovice), byl rakouský právník a politik rumunské národnosti z Bukoviny, na počátku 20. století poslanec Říšské rady.

## Biografie
Pocházel z rodiny školního rady a ředitele učitelského ústavu Dimitrie Isopescula.
Byl univerzitním profesorem v Černovicích. Vystudoval gymnázium v Černovicích a studoval na Vídeňské univerzitě, Lipské univerzitě a Berlínské univerzitě. Podle jiného zdroje byl absolventem Černovické univerzity. Titul doktora práv získal roku 1897, 17. července 1897 byl promován.
Po studiích sloužil u 41. pěšího regimentu. Byl poručíkem v záloze.
Od roku 1893 je evidován jako kandidát notářství. 11. října 1894 nastoupil do soudní služby. 29. dubna 1896 byl jmenován auskultantem v Černovicích. 16. listopadu 1897 složil soudcovské zkoušky a 14. prosince 1897 byl jmenován soudním adjunktem v Gura Humorului, později se stal soudním adjunktem v Černovicích. 9. října 1900 byl ustanoven zástupcem státního návladního v Černovicích a 24. listopadu 1905 se stal zemským soudním radou v Černovicích.
Bohatá byla i jeho akademická dráha. Od roku 1906 byl privátním docentem na Černovické univerzitě. Docenturu získal díky spisu Wucherstrafrecht. Roku 1909 ho císař jmenoval řádným profesorem. V letech 1909–1938 byl profesorem na katedře trestního práva Černovické univerzity. Působil i jako advokát a obecní radní. V Černovicích zastával post ředitele vydavatelství Unirea naţională. V září 1912 získal Řád Františka Josefa a v roce 1913 ho císař povýšil na rytíře.
Působil také coby poslanec Říšské rady (celostátního parlamentu Předlitavska), kam usedl ve volbách do Říšské rady roku 1907. Byl zvolen za obvod Bukovina 11. V závěru roku 1909 se v tisku uvádělo, že hodlá v únoru 1910 rezignovat na mandát. V databázi poslanců ale nakonec rezignace není uvedena. Mandát obhájil ve volbách do Říšské rady roku 1911. Po roce 1911 byl místopředsedou sněmovny. Ve Vídni zastával funkci předsedy Rumunské národní rady a byl rovněž úředníkem ministerstva zahraničních věcí Rakouska-Uherska.

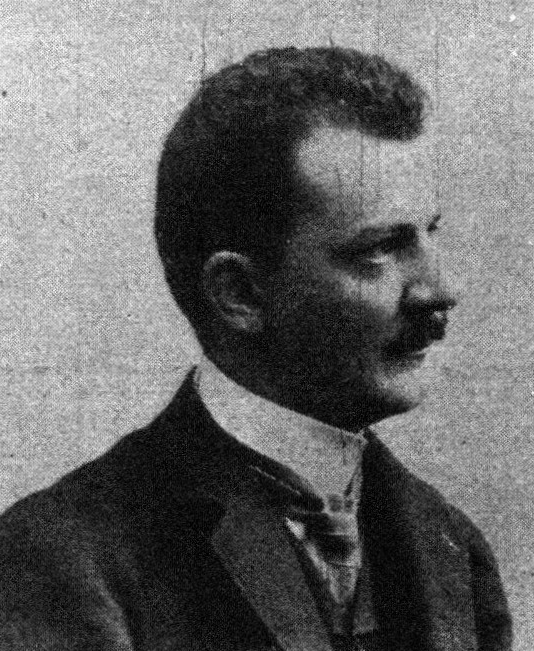
Constantin Isopescu-Grecul, foto z Wiener Bilder z r. 1907

Do parlamentu usedl jako konzervativní rumunský kandidát. Po volbách roku 1907 i 1911 byl uváděn coby člen poslaneckého Rumunského klubu. Byl předsedou Rumunského klubu na Říšské radě.
Uvádí se i jako poslanec Bukovinského zemského sněmu. Byl do něj zvolen roku 1911, kdy v dubnu toho roku uspěl v rumunském volební obvodu Storožynec, Stănești.
V roce 1916 spolupodepsal prohlášení rumunských poslanců Říšské rady, ve kterém se vyjadřovala loajalita k Rakousku-Uhersku. V roce 1918 se podílel na debatách o státoprávní budoucnosti Bukoviny. Podporoval začlenění této země do rumunského státu. V letech 1919–1921 byl členem likvidační komise v Bukovině, která řešila přechod státní správy do Rumunska.
Významně se politicky angažoval i v meziválečném období. Zasedal jako poslanec a senátor Parlamentu Rumunska. V letech 1930–1933 zastával funkci rektora Černovické univerzity. Po roce 1934 zastával post zástupce děkana právnické fakulty.